# Charalampos Anninos
Charalampos Anninos (IPA: [xaˈɾalambos ˈaninos]) (in greco: Χαράλαμπος Άννινος; Argostoli, 6 settembre 1852 – Atene, 23 maggio 1934) è stato uno scrittore greco.
Fu critico teatrale, giornalista e commediografo. Tra le sue opere si ricordano La famiglia Paradarménu, Qua e là (1884) e Giorni attici (1894).